# Hugo Pilo
Hugo Pilo, vollständiger Name Hugo Adrián Pilo Burgos, (* 8. Juni 1976 in Montevideo) ist ein ehemaliger uruguayischer Fußballspieler und heutiger Trainer.

## Karriere

### Spielertätigkeit
Defensivakteur Pilo gehörte zu Beginn seiner Karriere von 1987 bis Ende 1992 der Reservemannschaft (Formativas) des Club Atlético Defensor/Defensor Sporting an. In den beiden Folgejahren war er zunächst in der Zweitvertretung von Liverpool Montevideo aktiv. Von 1995 bis Ende 1997 spielte er dann für die Profimannschaft der Montevideaner. In den ersten sechs Monaten des Jahres 1998 war der Club Atlético Progreso sein Arbeitgeber. In der zweiten Jahreshälfte stand Pilo in Reihen von Centro Atlético Fénix. Anfang 1999 wechselte er zum Uruguay Montevideo FC, bei dem er bis Ende 2004 verblieb. Anschließend kehrte Pilo zu Progreso zurück und verließ den Klub Mitte 2006 zugunsten des Amateurklubs Wanderers aus Santa Lucía. Zur Saison 2007/08 verpflichtete ihn der Racing Club de Montevideo. Ab Mitte 2008 folgte erneut eine Karrierestation bei den Wanderers, die bis Ende 2010 währte. In der ersten Jahreshälfte 2011 wird als letzter Verein seiner Spielerlaufbahn der Durazno FC geführt.

### Trainerlaufbahn
Pilo schlug nach der aktiven Karriere eine Trainerlaufbahn ein. In der Saison 2011/12 trainierte er die Mannschaft des Uruguay Montevideo FC. Sodann war er von Anfang 2013 bis Ende Juni jenes Jahres Sportkoordinator beim Club Atlético Torque, wechselte dann jedoch auf die Trainerposition der Profimannschaft in der Segunda División, die er bis zum Jahresende innehatte. Im Februar 2014 war er kurzzeitig für einen Zeitraum von knapp vier Wochen verantwortlicher Trainer bei Institución Atlética Potencia. Anfang Juni 2014 übernahm er bis Jahresende die Verantwortung für die Trainingsleitung bei seinem vormaligen Verein Wanderers. In den ersten sechs Monaten des Folgejahres beschäftigte ihn der Club Atlético Progreso als Jugendtrainer. Vom 8. September 2015 bis zum Ende der Spielzeit 2015/16 wirkte er als Co-Trainer bei den Rampla Juniors. Anfang Juli 2016 engagierte ihn erneut Progreso, dieses Mal in der Rolle eines Assistenztrainers. Das Engagement endete am 11. Oktober 2016.